# Lichnanthe vulpina
Lichnanthe vulpina es una especie de coleóptero de la familia Glaphyridae.

## Distribución geográfica
Habita en Estados Unidos.